# 12508 Darcysloe
12508 Darcysloe eller 1998 FZ113 är en asteroid i huvudbältet som upptäcktes den 31 mars 1998 av LINEAR i Socorro County, New Mexico. Den är uppkallad efter Darcy Sloe.
Asteroiden har en diameter på ungefär 3 kilometer.